# اور، کنت
اور (به انگلیسی: Oare) یک روستا و محله مدنی در بریتانیا است که در Swale واقع شده‌است. اور ۵۱۳ نفر جمعیت دارد.